# Supermarionation
Supermarionation (een porte-manteau van "super", "marionette" en "animation") is een poppenspeltechniek die in de jaren zestig is uitgevonden door het Britse productiebedrijf AP Films. De techniek werd volop toegepast in de vele series van het bedrijf bedacht door Gerry en Sylvia Anderson. De bekendste serie waarin supermarionation werd toegepast is Thunderbirds. De term werd bedacht door Gerry Anderson, waarschijnlijk ter imitatie van Ray Harryhausens stop-motiontechniek.

## Ontwikkeling in producties van Gerry Anderson
Het systeem van supermarionation werkt met marionetten aan dunne draden. Deze draden waren eveneens bedoeld voor de stroompulsen die nodig waren om de elektronische componenten in het hoofd van de poppen te besturen.
De hoofden bevatten spoelen die de lippen en ogen van de marionetten konden aansturen en wel zo dat de lipbewegingen synchroon liepen met de gesproken tekst. De synchronisatie met het stemgeluid werd bereikt door een audiofilter dat werd geactiveerd door een vooraf opgenomen tape van de stemmen. De filters konden deze stemgeluiden omzetten tot series van stroompulsen via de draden van de poppen. De lippen werden met een veer gesloten gehouden, maar konden worden geopend door een elektromagneetje dat werd aangestuurd door de stroompulsen. Op die manier bewogen de lippen perfect synchroon met de tekst.
Omdat de marionetten niet op een overtuigende manier konden lopen, stonden of zaten ze in de meeste scènes en werd er volop gebruikgemaakt van omgevingen waarin voertuigen of andere mechanische transportsystemen konden worden toegepast (zoals de hoverbikes in Fireball XL5 en Thunderbirds).
Voor erg lastige handelingen, zoals het oppakken van voorwerpen en indrukken van knoppen, werd vaak een close-up met een echte hand gebruikt. Nadeel was alleen wel dat veel decorstukken hierdoor twee keer moesten worden gemaakt: een keer op schaal voor de scènes met de poppen en een keer op ware grootte voor de close-ups met een echte hand. In de Thunderbirds-film uit 2004 werd dit geparodieerd met precies het tegenovergestelde: deze film was met echte acteurs, maar gebruikte in een korte scène een close-up van een poppenhand om de Thunderbird 2 te bedienen.
Oorspronkelijk zat het bedieningsmechanisme in het hoofd van de poppen. Dit had tot gevolg dat de hoofden behoorlijk groot waren in verhouding tot het lichaam. De ontwikkeling van kleinere elektronische componenten betekende dat vanaf Captain Scarlet een nieuw type marionet kon worden gebruikt met hoofden die de juiste verhouding hadden ten opzichte van het lichaam. Deze poppen hadden het mechanisme bovendien in het lichaam in plaats van het hoofd.
In veel gevallen waren de poppen gemodelleerd naar hun stemacteurs. Twee goede voorbeelden hiervan zijn Lady Penelope Creighton-Ward in Thunderbirds, die sterk lijkt op Sylvia Anderson, en Captain Blue in Captain Scarlet die sprekend lijkt op Ed Bishop. Daarnaast waren er ook veel poppen gebaseerd op bekende acteurs, zoals kapitein Troy Tempest in Stingray, die was gemodelleerd naar James Garner, en Kapitein Scarlet, die was gemodelleerd naar Cary Grant. Stingray bevatte ook de enige niet-sprekende supermarionation-pop: Marina.

## Supermarionationin producties van Gerry Anderson
De televisieseries van Gerry Anderson die supermarionation gebruikten waren:
- Four Feather Falls (1960)
- Supercar (1961-1962)
- Fireball XL5 (1962-1963)
- Stingray (1964-1965)
- Thunderbirds (1965-1966)
- Thunderbirds Are Go (1966)
- Captain Scarlet and the Mysterons (1967-1968)
- Thunderbird 6 (1968)
- Joe 90 (1968-1969)
- The Secret Service (1969)

De term supermarionation werd pas bedacht tijdens de productie van de laatste afleveringen van Supercar. Daarom wordt Four Feather Falls vaak niet tot de supermarionationseries gerekend.
The Secret Service was eigenlijk een mix van live-action en supermarionation. De productie werd stilgezet door ITC-eigenaar Lew Grade nog voor de pilotaflevering werd uitgezonden. De 13 reeds gemaakte afleveringen werden maar zelden getoond.
In 1973 filmde Anderson een pilotaflevering voor nog een supermarionation/live-actionserie getiteld The Investigator, maar hij was niet tevreden met het resultaat. De serie ging derhalve niet door.
Naast de series verschenen er ook twee films geheel gemaakt met supermarionation, beide gebaseerd op de Thunderbirds-serie: Thunderbirds Are Go (1966) en Thunderbird 6 (1968).

## Supermarionationin andere producties, niet van Gerry Anderson
- Verbeterde supermarionationtechnieken werden gebruikt in de Zuid-Afrikaanse kindersciencefictionserie Interster, eind jaren 70.
- Een recent verschenen Amerikaans reclamefilmpje voor de Orbitz online reisservice lijkt supermarionation te gebruiken, maar of de term echt van toepassing is, is onderwerp van discussie.
- Team America: World Police, een film uit 2004 gemaakt door South Park-bedenkers Trey Parker en Matt Stone, maakte gebruik van supermarionation op dezelfde manier als in Thunderbirds. Parker en Stone noemden hun versie van de techniek echter supercrappymation, aangezien in Team America de touwtjes waar de marionetten aanzaten expres zichtbaar werden gehouden terwijl Gerry Anderson in zijn series zo veel mogelijk probeerde ze niet op te laten vallen.
- In 2006 bevatte de 200e aflevering van de serie Stargate SG-1 een scène waarin marionetversies van de SG-1-leden voorkwamen, geheel in supermarionationstijl. Dit was een verwijzing naar zowel Thunderbirds als Team America: World Police.